# Concile de Pavie
Le concile de Pavie de 1160 est convoqué par l’empereur Frédéric Barberousse et s’inscrit dans les conflits qui opposent la papauté à l’Empire à la fin du XIIe siècle. Il marque une victoire à la Pyrrhus pour Frédéric qui fait élire son candidat sans pouvoir le faire reconnaître par la chrétienté.

## Contexte
À la mort du pape Adrien (1er septembre 1159), le conclave des cardinaux est divisé, d’autant plus qu’il existe un parti italien et un parti impérial soutenant respectivement deux candidats, les futurs Alexandre III et Victor IV. Roland Bandinelli, à peine élu (7 septembre 1159), sous le nom d'Alexandre III, se voit ainsi opposer Octavien qui réussit à prendre militairement possession du Vatican. Appelé par les deux partis, l’empereur se référant à Charlemagne et Otton convoque pour résoudre cette question les deux rivaux devant un concile prévu à Pavie. Cette initiative reflète la conception de Frédéric Barberousse, selon laquelle l'empereur est le bailli de l'Église et se doit de trancher dans les élections pontificales incertaines.

## Concile
Alexandre III, après avoir informé le monde chrétien pour faire reconnaître son pontificat, refuse de se plier à cette convocation en déclarant que le pape n’est justiciable que de Dieu seul. Le concile se réunit toutefois en février 1160, du 5 au 11, en la cathédrale de Pavie. Les partisans d'Alexandre n'y ayant pas été admis, Octavien est confirmé pape conformément aux attentes, et prend le nom de Victor IV ; parallèlement l’assemblée excommunie le 8 février « Roland » (le prétendant Alexandre) qui, à son tour, lance d’Anagni l’anathème contre l'empereur et son protégé et encourage la rébellion, notamment en Lombardie et en Allemagne.

## Conséquences
Ce concile de Pavie, étape critique de la lutte du sacerdoce et de l'Empire, provoque un schisme qui va durer environ huit ans. Dépassant le simple cadre religieux, il augmente les dissensions politiques dans toute l’Europe. Alexandre III qui se réfugie en France, où il réside jusqu’en 1165, est soutenu par les rois Louis VII et Henri II d'Angleterre tandis que l'Allemagne et d'autres pays se déclarent pour Victor IV et que l'Italie reste partagée. Après de multiples tentatives vaines, Frédéric ne peut rallier à sa cause ni Henri II et Louis VII. Sur le plan militaire, son armée pille Rome mais une épidémie l'oblige à l'évacuer. Il fait nommer en 1164 un second antipape Pascal III mais en 1168, à la mort de ce dernier, son successeur Calixte III ne tarde pas à faire sa soumission à Alexandre. Le troisième concile du Latran, en 1179, marque une réconciliation précaire entre les deux pouvoirs.

Images
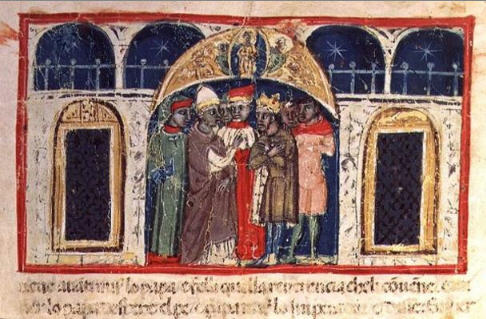
Alexandre III et Frédéric Barberousse, miniature du XIVe s.
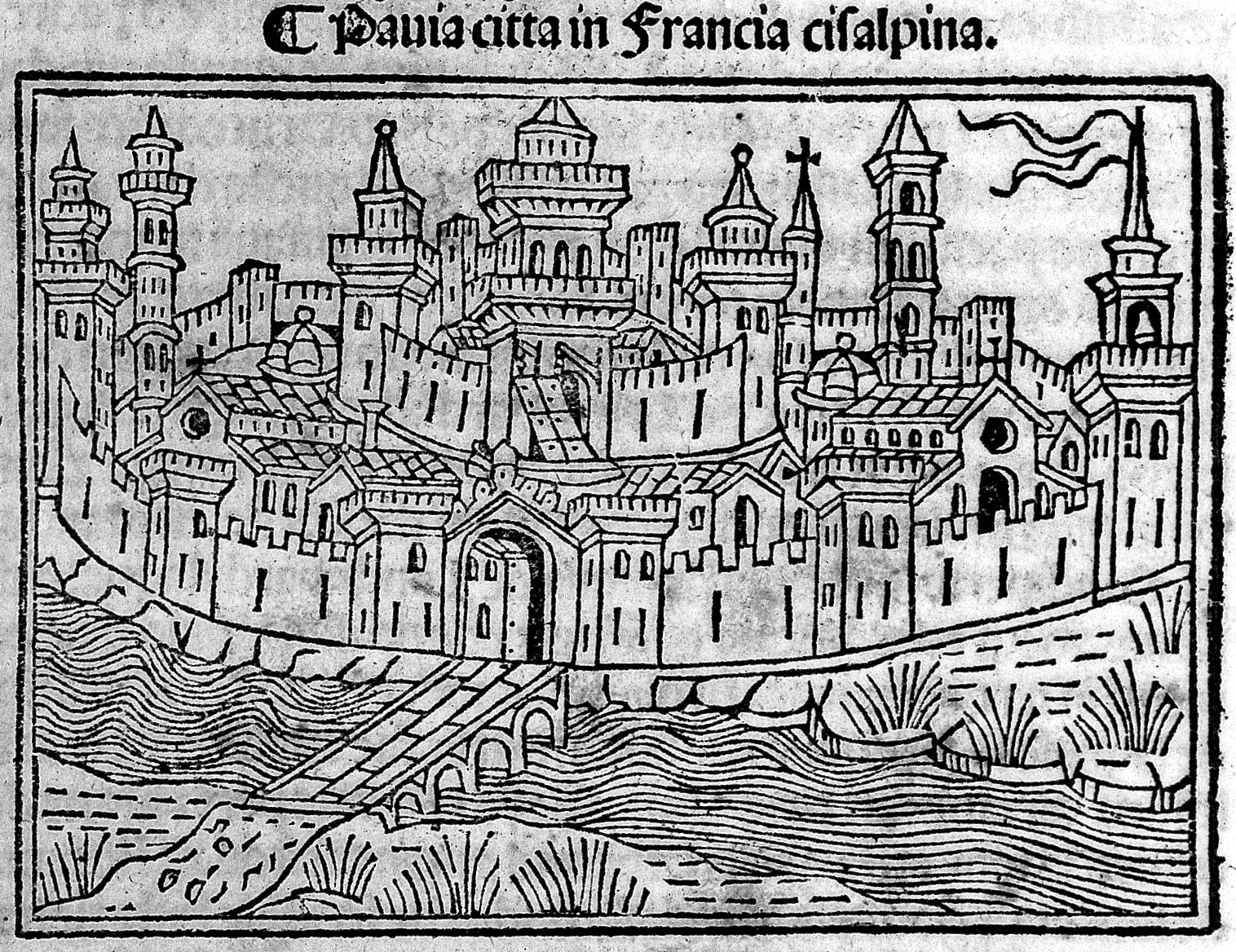
Ville et cathédrale de Pavie, Supplementum Chronicarum, 1491